# Татомірешть (Долж)
Татомірешть, Татомірешті (рум. Tatomirești) — село у повіті Долж в Румунії. Входить до складу комуни Бредешть.
Село розташоване на відстані 198 км на захід від Бухареста, 27 км на північний захід від Крайови.

## Населення
За даними перепису населення 2002 року у селі проживали 1032 особи, усі — румуни. Усі жителі села рідною мовою назвали румунську.